# Lijst van nationale parken in Turkije
Er zijn anno 2022 48 nationale parken (Turks: Millî Parkı, meervoud Millî Parklar) in Turkije, die zowat 1% van de oppervlakte van het land beslaan. In sommige parken worden archeologische sites, ruïnes of slagvelden beschermd; zij dragen de naam 'nationaal historisch park' (Turks: Tarihî Millî Parkı). Eén park (Nationaal park Göreme) staat op de Unesco-Werelderfgoedlijst.
| Naam                                                   | Jaar oprichting | Oppervlakte [ha] | Afbeelding |
| ------------------------------------------------------ | --------------- | ---------------- | ---------- |
| Nationaal park Yozgat Çamlığı                          | 1958            | 264              |            |
| Nationaal park Karatepe-Arslantaş                      | 1958            | 4145             |            |
| Nationaal park Soğuksu                                 | 1959            | 1187             |            |
| Nationaal park Kuşcenneti                              | 1959            | 17058            |            |
| Nationaal park Uludağ                                  | 1961            | 13024            |            |
| Nationaal park Yedigöller                              | 1965            | 1623             |            |
| Nationaal park Dilek Yarımadası-Büyük Menderes Deltası | 1966            | 27598            |            |
| Nationaal park Spil Dağı                               | 1968            | 6801             |            |
| Nationaal park Kızıldağ                                | 1969            | 55106            |            |
| Nationaal park Güllük Daği-Termessos                   | 1970            | 6700             |            |
| Nationaal park Kovada Gölü                             | 197             | 42674            |            |
| Nationaal park Munzur Vadisi                           | 1970            | 6551             |            |
| Nationaal park Beydağları Sahil                        | 1972            | 31165            |            |
| Nationaal park Köprülü Kanyon                          | 1974            | 35719            |            |
| Nationaal park Ilgaz Dağı                              | 1976            | 742,38           |            |
| Nationaal park Başkomutan                              | 1981            | 40948            |            |
| Nationaal park Göreme                                  | 1986            | 9614             |            |
| Nationaal park Altındere Vadisi                        | 1987            | 4468             |            |
| Nationaal park Boğazköy Alacahöyük                     | 1988            | 2600             |            |
| Nationaal park Nemrut Dağı                             | 1988            | 13827            |            |
| Nationaal park Beyşehir Gölü                           | 1993            | 86855            |            |
| Nationaal park Kazdağı                                 | 1994            | 20935            |            |
| Nationaal park Altınbeşik Mağarası                     | 1994            | 1147             |            |
| Nationaal park Hatila Vadisi                           | 1994            | 16944            |            |
| Nationaal park Karagöl-Sahara                          | 1994            | 3251             |            |
| Nationaal park Kaçkar Dağları                          | 1994            | 52970            |            |
| Nationaal park Aladağlar                               | 1995            | 55065            |            |
| Nationaal park Marmaris                                | 1996            | 29206            |            |
| Nationaal park Saklıkent                               | 1996            | 1643             |            |
| Nationaal park Troje                                   | 1996            | 13517            |            |
| Nationaal park Honaz Dağı                              | 1998            | 9429             |            |
| Nationaal park Küre Dağları                            | 2000            | 37753            |            |
| Nationaal park Sarıkamış-Allahuekber Dağları           | 2004            | 22519            |            |
| Nationaal park Ağrı Dağı (Ararat)                      | 2004            | 88014            |            |
| Nationaal park Gala Gölü                               | 2005            | 6090             |            |
| Nationaal park Yumurtalık Lagünü                       | 2005            |                  |            |
| Nationaal park Sultan Sazlığı                          | 2006            | 24357            |            |
| Nationaal park Tek Tek Dağları                         | 2007            | 19335            |            |
| Nationaal park İğneada Longoz Ormanları                | 2007            | 3155             |            |
| Nationaal park Nene Hatun                              | 2009            | 387              |            |
| Nationaal park Sakarya Meydan Muharebesi               | 2015            | 13850            |            |
| Nationaal park Kop Dağı Müdafaası                      | 2016            | 6000             |            |
| Nationaal park Botan Vadisi                            | 2019            | 11384            |            |
| Nationaal park Hakkâri Cilo ve Sat Dağları             | 2020            | 27500            |            |
| Nationaal park Abant Gölü                              | 2022            | 1262             |            |
| Nationaal park Derebucak Çamlık Mağaraları             | 2022            | 1147             |            |